# Reial Audiència de Quito

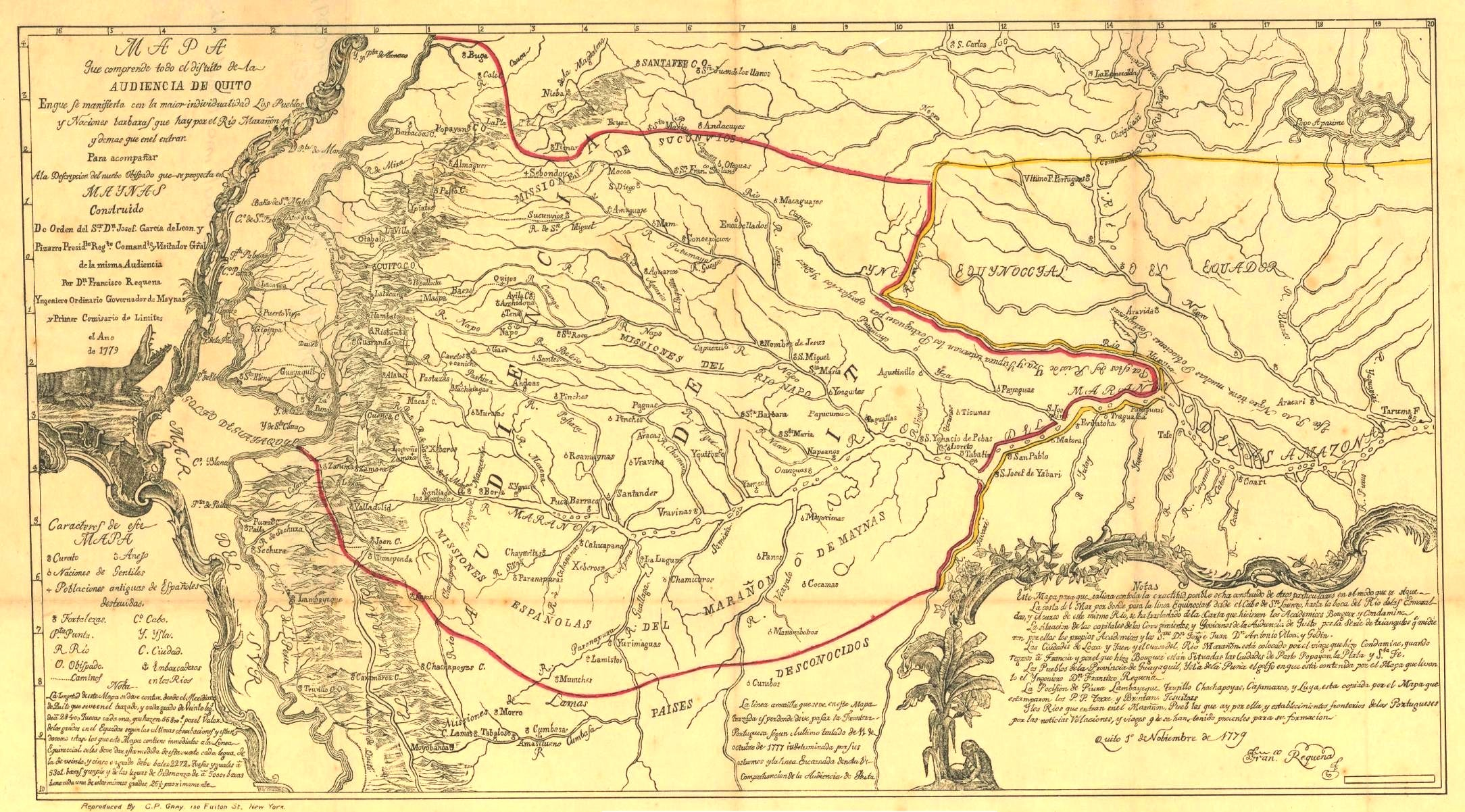
Reial Audiència de Quito, un mapa de 1779 per Francisco Requena y Herrera

La Reial Audiència de Quito fou la reial audiència del virregnat del Perú que correspon, aproximadament, a l'actual República de l'Equador.
L'audiència fou creada el 1563, amb capital a Quito. Cap a la fi del segle, el 1592, la revolució de las alcabalas demostra que ja existia una considerable comunitat mestissa, amb consciència de la seva identitat i amb valor per rebutjar els que considerava abusos de l'administració hispànica i els ja odiats chapetones (els nascuts a Espanya i que venien a "fer les amèriques"); un teòleg quiteny, el pare Bidón, fou un dels instigadors d'aquesta rebel·lió.
L'economia de l'audiència descansà pràcticament durant tota la seva història en la indústria tèxtil. Cal destacar també el port de Guayaquil, durant el segle xvii un dels més importants en construcció de navilis. El segle xviii s'inicià un procés de decadència, en part per la creació de noves rutes comercials que deixaven de banda aquestes terres i en part per alces en els impostos i la política de la corona, amb les prohibicions de manufactures a les colònies. En l'aspecte cultural cal destacar, durant el segle xvii i bona part del xviii, la gran escola de Quito de pintura i escultura, amb noms com el pintor Miguel de Santiago i els esculptors Bernardo Legarda i Luis Caspicara.
La Reial Audiència de Quito quedà abolida el 25 de maig de 1822, després de la derrota de les tropes reialistes enfront de les forces independentistes comandades per Antonio José de Sucre, a la batalla del Pichincha.

## Presidents de la Reial Audiència
- Hernando de Santillán (1563-1571)
- Lope Díez de Armendáriz (1571-1574)
- Pedro Gracía de Valverde (1574-1578)
- Diego de Narváez (1578-1581)
- Manuel Barros de San Millán (1587-1593)
- Esteban Marañón (1593-1599)
- Miguel de Ibarra (1600-1608)
- Juan Fernández de Recalde (1609-1612)
- Antonio de Morga (1615-1624 – 1627-1636)
- Alonso Pérez de Salazar (1637-1642)
- Juan de Lizaraza (1642-1645)
- Martín de Arriola (1645-1652)
- Pedro Vásquez de Velasco (1655-1661)
- Antonio Fernández de Heredia (1662-1665)
- Diego del Corro Carrascal (1670-1673)
- Lope Antonio de Munive (1678-1689)
- Mateo de la Mata Ponce de León (1691-1703)
- Francisco López Dicastillo (1703-1705)
- Juan de Sosaya (1707-1714)
- Santiago Larraín (1715-1718)
- [supressió de la Reial Audiència 1718-1721]
- Dionisio de Alceda (1728-1736)
- José de Araujo (1736-1745)
- Fernando Sánchez de Orellana (1745-1753)
- Juan Pío de Montúfar (1753-1761)
- José Diguja (1767-1778)
- José García de León (1778-1784)
- José de Villalengua (1784-1790)
- Antonio Mon y Velarde (1790-1791)
- Luis Muñoz de Guzmán (1791-1798)
- Luis Héctor de Carondelet (1799-1807)
- Manuel Ruiz Urriés, comte de Ruiz de Castilla (1807-1809)
- Junta suprema (1809, president: Juan Pío Montúfar)
- Manuel Ruiz Urriés, comte de Ruiz de Castilla (1809-1811)
- Junta Soberana (1811-1812, president: José Cuero y Caicedo)
- Toribio Montes (1812-1817)
- Juan Ramírez de Orosco (1817-1819)
- Melchor Aymerich (1819-1821)
- Juan de la Cruz Mourgeón (1821-1822)
- Melchor Aymerich (1822)